# Псахим
«Песахим», или «Псахим», др.-евр. פסחים‬, pesachim (мн. ч. от פסח‬ — «Песах», «еврейская пасха») — трактат в Мишне, Тосефте, Вавилонском и Иерусалимском Талмуде, третий в разделе Моэд («Праздники»). Трактат посвящён заповедям праздника Песах, в том числе запрету квасного, пасхальной жертве и проведению специальной трапезы (седер) в первую ночь праздника

## Название трактата
Словом פסח («Песах») Тора называет жертвоприношение, которое было принесено всеми израильтянами вечером 14 числа весеннего месяца нисана (в Торе он называется «авив»), накануне исхода из Египта (Исх. 12:1—11 и далее). Торой установлен праздник в память об этом событии, который также называется «Песах» (Лев. 23:5). Само это слово возводится к глаголу со значением «миновать», «пройти мимо»:

Скажите [им]: это пасхальная (песах) жертва Господу, Который прошёл мимо (пасах) домов сынов Израилевых в Египте, когда поражал Египтян, и домы наши избавил.
— Исх. 12:27
В названии трактата это слово употреблено во множественном числе. Это обычно объясняется тем, что, кроме собственно Песаха, в еврейском календаре существует и «второй Песах» (פסח שני) — день, в который пасхальную жертву приносили те, кто по какой-то причине не смог принести её вовремя (Чис. 9:11). Согласно другому объяснению, изначально существовали два трактата о Песахе, первый содержал главы 1-4 и 10 нынешнего трактата «Песахим», второй — главы с 5 по 9. Эти части существенно отличаются по содержанию: первая посвящена законам об уничтожении квасного и пасхальному седеру, вторая — порядку принесения жертвы — пасхального агнца, она тематически ближе не ко второму, а к пятому разделу Мишны, посвящённому жертвоприношениям. Средневековые комментаторы (ришоним) в своих комментариях указывают на это разделение. В современном виде трактат «Песахим» выстроен в хронологическом порядке: сначала идут законы подготовки к празднику, затем законы принесения жертвы и в конце — законы праздничной трапезы.

## Содержание
Трактат «Песахим» в Мишне состоит из 10 глав и 91 параграфа.
- Глава первая описывает порядок поиска и уничтожения квасного накануне Пасхи, то есть в ночь и утром четырнадцатого нисана (в иудаизме день начинается с вечера, соответственно, четырнадцатое нисана, когда приносится пасхальная жертва, считается кануном праздника, а сам праздник, когда эта жертва вкушается, начинается после захода солнца).
- Глава вторая разбирает правила, связанные с запретом квасного. Обсуждается, каким способом следует уничтожать квасное, какие меры надо принимать, чтобы оно не образовалось в праздник, и в каком случае оно остаётся разрешённым к использованию после праздника. Также рассматривается, каким образом выполняется заповедь вкушения пресного хлеба и горьких трав (согласно Исх. 12:8).
- Глава третья определяет, что именно подходит под запрет квасного.
- Глава четвёртая посвящена обычаям кануна Песаха: в некоторых местах было в обычае не работать с самого утра, в некоторых — только с полудня. По характерной для Талмуда ассоциации идей приводятся другие примеры обычаев, различавшихся в зависимости от места.
- Глава пятая рассказывает о том, как приносилась пасхальная жертва.
- Глава шестая описывает особенности принесения пасхальной жертвы в случае, если 14 нисана выпало на субботу.
- Глава седьмая описывает порядок приготовления и вкушения пасхального агнца; рассматриваются случаи, когда участники жертвоприношения или сама жертва оказались ритуально нечистыми.
- Глава восьмая рассматривает законы, связанные с формированием группы лиц, вкушающих пасхального агнца (из Исх. 12:3, 4 следует, что эта группа должна быть сформирована заранее, до совершения пасхального жертвоприношения); определяется, кто может входить в эту группу.
- Глава девятая трактует о законах второго Песаха и об ошибках при принесении пасхальных агнцев, например, когда предназначенное в жертву животное потерялось или смешалось с другими.
- Глава десятая содержит правила проведения пасхального седера — ритуальной трапезы в ночь праздника. Эта глава имеет особое значение, так как она легла в основу Пасхальной Агады — актуального до сих пор литургического сборника, регламентирующего проведение седера в еврейских общинах по всему миру.

## Интересные факты
- Тосефта, 1:1 делает из библейского текста вывод, согласно которому тщательные поиски следует производить при свете светильника.
- В Мишне, 4:8 приводится рассказ об обычаях жителей Иерихона, которых они придерживались вопреки воле законоучителей, свидетельствующий об ожесточённых некогда спорах между фарисеями и саддукеями. Далее рассказывается о нововведениях царя Езекии, некоторые из которых также не одобрялись законоучителями.
- Тосефта, 4:3 рассказывает, что для царя Агриппы однажды сделали подсчёт принесённых пасхальных жертв, и насчитали их около 1200000. Это число сильно преувеличено, тем не менее, по свидетельству Тосефты, людей было очень много и кто-то был задавлен толпой.
- В Тосефте, 4:1 рассказывается о том, что, когда четырнадцатое нисана пришлось на субботу, Гиллель вынес постановление о том, что в субботний день пасхальная жертва должна быть принесена в обычном порядке; до этого, следовательно, этот вопрос не был решён.
- В Мишне, 10:4 содержится текст четырёх вопросов, которые сын задаёт отцу в ходе пасхального седера, распевая их на традиционный мотив. В следующем параграфе, 10:5 содержатся слова, выражающие одну из основных идей праздника Песах: «во всяком поколении человек должен смотреть на себя, как будто он и вышел из Египта» (בכל דור ודור חייב אדם לראות את עצמו כאילו הוא יצא ממצרים).